# Zadnistrianśke
 Zadnistrianśke (ukr. Задністрянське) – wieś na Ukrainie, w  obwodzie iwanofrankiwskim, w rejonie iwanofrankiwskim.
Przez wieś przebiega droga krajowa N09. Znajduje tu się przystanek kolejowy Bouszów, położony na linii Lwów – Czerniowce.